# 严天骏

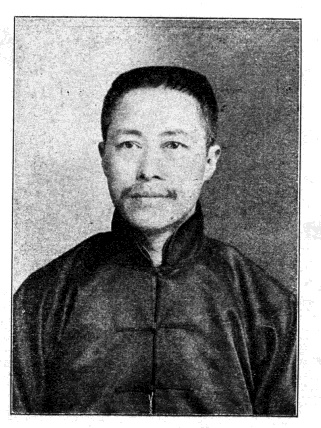
嚴天駿

严天骏（1868年—1927年4月3日），字仲良，号仲叟，云南澂江府新兴州人，清朝及中华民国政治人物。

## 生平
严天骏是清朝光绪辛卯科举人，毕业于日本弘文学院师范科。曾任湖北长阳县知县，曾充云南澂江府师范传习所所长。
中华民国成立后，他曾任民元国会众议院议员、宪法研究会委员、约法会议议员。
民国十六年三月初七（1927年4月3日）严天骏在北京病逝，享年59岁。张国溶（字海若）为他撰写墓表：
公讳天骏字仲良，云南玉溪人也。十七补邑弟子员，十八食廪饩，二十三举辛卯科孝廉。家贫早孤，笔耕十数寒暑，岁甲辰渡日本习师范，归而益兴学。宣统中，宰鄂长阳县，有政声，壬子辞去。民国二年选为众议院议员，国会数解散，公亦纵横诗酒间，屡空宴如也，卒于丁卯三月七日，盖国会纪念日也，春秋五十有九。子二：长尔修出嗣，次尔度。孙四：进、连，尔度出珂，尔修出以今。四月三日权厝北京宣南景宗祠。蒲圻张海若撰并书，中华民国十六年丁卯四月三日，子尔修、尔度立石。

## 著作
- 苍云楼诗文集[2]
- 师范讲义[2]
- 日京参观琐录[2]
- 见闻录[2]
- 政务纪略[2]
- 严天骏，苍云楼诗话
- 严天骏，苍云楼诗话（续），震旦，1913年，第2期
- 李鸿祥 辑，仲叟诗存（玉溪文征 卷二），玉溪旅省同乡会，1947年